# Maciej Hreniak
Maciej Hreniak (ur. 3 maja 1989 w Brodnicy) – polski pływak, dwukrotny mistrz świata juniorów. Wychowanek grudziądzkiego klubu UKS Ruch. Swoje pierwsze kroki sportowe stawiał na basenie na osiedlu Lotnisko w Grudziądzu u boku trenera Roberta Niklarza.

## Kluby
- UKS „Ruch” Grudziądz
- UKP Unia Oświęcim

## Największe osiągnięcia sportowe
- 2 złote medale Mistrzostw Europy Juniorów w Antwerpii (2007)
- 2 złote medale Mistrzostw Świata Juniorów w Rio de Janeiro (2006)
- brązowy medal Mistrzostwach Europy Juniorów w Palma de Mallorca (2006)
- srebrny i brązowy medal na Olimpijskim Festiwalu Młodzieży Europy w Lignano